# 豊﨑なつき
豊﨑 なつき（とよさき なつき、1986年1月29日 - ）は、長崎放送 (NBC)のアナウンサー。

## 来歴・人物
地元長崎県長崎市出身。純心中学校・純心女子高等学校、長崎大学経済学部卒業。2008年長崎放送入社。
NBCがアナウンサーを採用したのは5年先輩の友成由紀、早田紀子以来となった。同局における地上デジタル放送推進大使の仕事は長らくこの先輩2人が交代しながら続けてきたが、2010年秋、地元出身者としてアンカーバトンを受け取り、2011年7月24日のアナログ放送終了を迎えた。
2014年6月から産休をとり、2015年8月下旬より復帰。2019年2月から再び産休に入った。2020年3月下旬より復帰した。

## 現在の担当番組
テレビ
- Pint
- NBCニュース

## 過去の担当番組
テレビ
- ダントツ潮流（2008年10月～、不定期）
- 報道センターNBC（2009年3月30日～ 2014年3月、月・火曜 → 月～金曜）
- NBCニュース&天気
- Nスタ プラス長崎
- あっぷる

ラジオ
- ラジオ朝刊 平松誠四郎のおはようラジオ!（金曜アシスタント）
- 歌のない歌謡曲（月～金曜 7時35分～7時50分）
- 想い出の花束（月～金曜 18時00分～18時10分）
- 佐世保市政だより（日曜 9時25分～9時30分）
- 「あした、映画いきませんか?」（土曜23時15分～23時30分）

## エピソード
ラジオ番組『想い出の花束』内で「仮面ライダーX」 のXをエックスと読むところをペケと読んでしまったことがある。